# .zr
.zr — в Інтернеті, національний домен верхнього рівня (ccTLD) для Заїру.
Заїр зараз називається Демократична Республіка Конго, у зв'язку з чим домен було скасовано.